# Dragaljevac Donji
Dragaljevac Donji (en serbe cyrillique : Драгаљевац Доњи) est un village de Bosnie-Herzégovine. Il est situé sur le territoire de la ville de Bijeljina et dans la république serbe de Bosnie. Selon les premiers résultats du recensement bosnien de 2013, il compte 368 habitants.

## Géographie
Le village est longé par les rivières Rijeka et Gnjica.

## Démographie

### Évolution historique de la population dans la localité
| 1948 | 1953 | 1961 | 1971 | 1981 | 1991 | 2013 |
| ---- | ---- | ---- | ---- | ---- | ---- | ---- |
| 416  | 444  | 490  | 483  | 472  | 463  | 368  |

|  |